# Toki Yorinari
Toki Yorinari (土岐 頼芸?; 1502 – 1582) conosciuto anche come Toki Yoriaki, fu un samurai del periodo Sengoku appartenente al clan Toki.  Fu shugo della provincia di Mino. Potrebbe riferirsi anche a Toki Yoshiyori (土岐 頼芸?, 1502 – 1583), anche lui descritto come un samurai del periodo Sengoku.
Yorinari era un figlio di Masafusa e divenne capo del clan Toki in seguito alla morte del suo fratello maggiore Yorizumi nel 1548. Visse a Inabayama. L'autorità del clan, già tenue, declinò costantemente sotto Yorinari, in gran parte per le macchinazioni di Saitō Dōsan. Yorinari fu infine spodestato da Dōsan nel 1542 e si ritirò, vagando a lungo da una provincia all'altra. Dopo la morte di Oda Nobunaga nel 1582, un certo numero di vecchi servitori di Yorinari lo invitarono a tornare a Mino, anche se morì poco dopo. 
Potrebbe essere stato il padre biologico di Saitō Yoshitatsu: intorno al 1526 Yorinari diede a Dōsan la sua concubina preferita, sebbene le circostanze che circondano questo evento siano confuse. Meno di otto mesi dopo questa concubina diede alla luce Yoshitatsu e quindi, naturalmente, la paternità era discutibile.